# Маунт-Айза

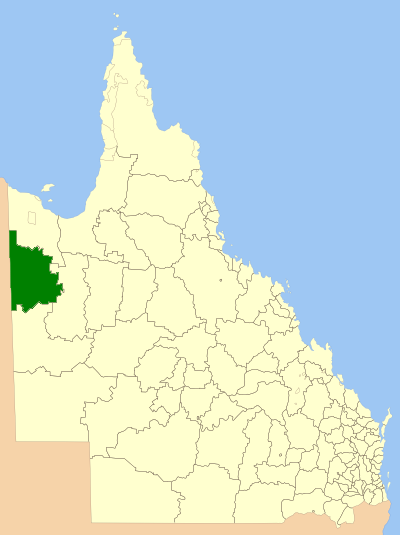
Расположение района

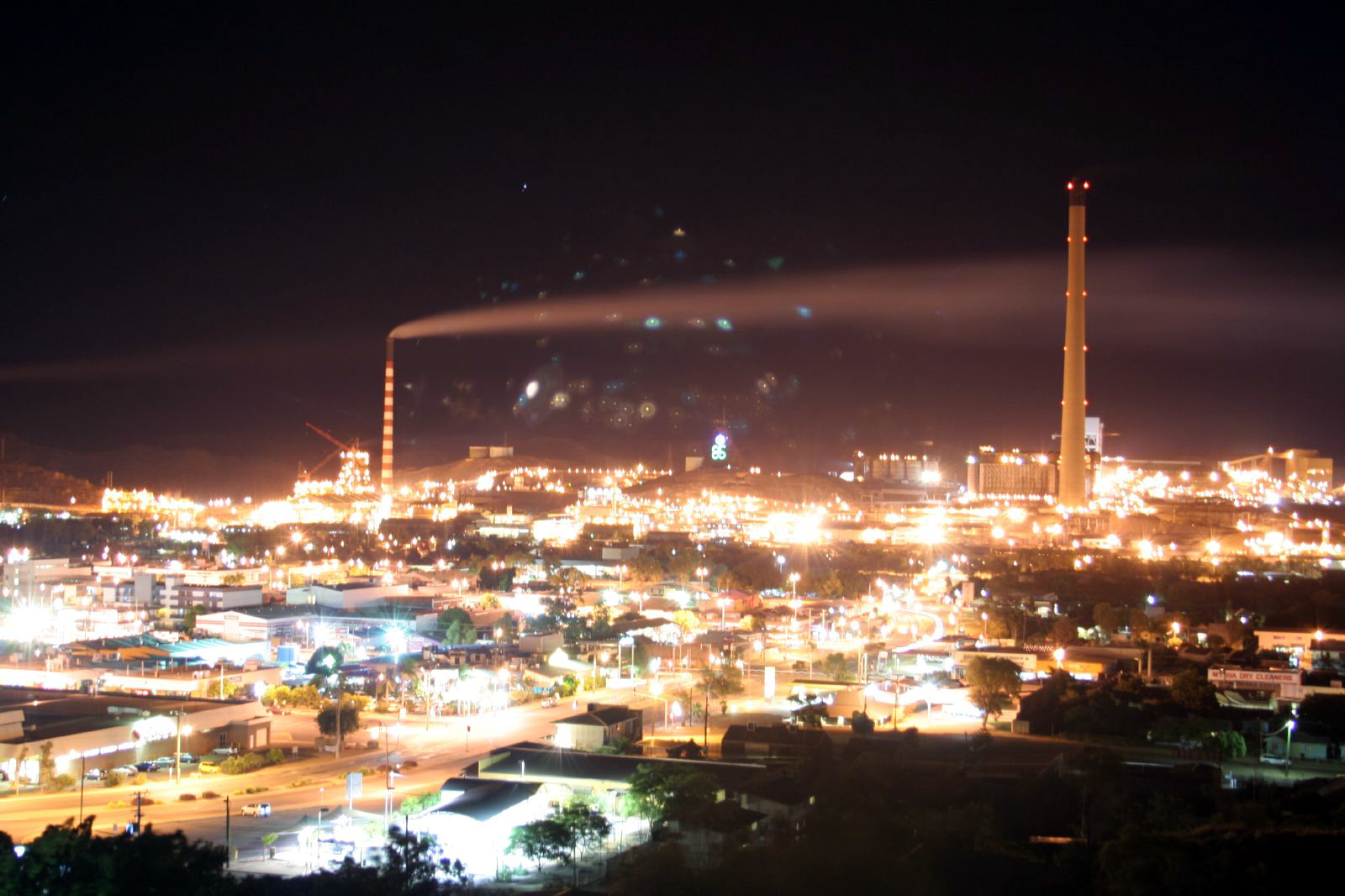
Маунт-Айза, промышленная часть города

Маунт-Айза (англ. Mount Isa, Гора Айза) — город в северо-западной части австралийского штата Квинсленд, центр одноимённого района местного самоуправления. Население города по оценкам на июнь 2016 года составляет примерно 22 тысячи человек. Ближайшие крупные города — Таунсвилл (расположен в 800-x километрах на востоке) и Алис-Спрингс (расположен в 700-х километрах на юго-западе).

## География
Маунт-Айза расположен в полупустынной малозаселённой внутренней части австралийского континента. Расстояния до ближайших населенных пунктов здесь измеряются сотнями километров.
Главная река района, Лейхгардт (англ. Leichhardt River), пересекая город с юга на север, делит его на две части. Центр города и основные жилые кварталы расположены на восточном берегу реки, на западном берегу расположены промышленные районы.
Вдоль западной окраины города тянется невысокая горная гряда, в недрах которой были найдены богатые залежи медных и цинк-свинцово-серебряных руд.

### Климат
В районе Маунт-Айза жаркий семиаридный климат (в классификации Кёппена — BSh), осадков мало и поэтому растительность травянистая с редкими невысокими деревьями — саванна. В году здесь можно выделить два различных периода — «сезон дождей» (дождей мало), который длится с ноября по март и сухой сезон с апреля по октябрь, когда дождей практически нет. В среднем, в году здесь только 50 дождливых дней, суммарно выпадает около 460 мм осадков. Летом, в течение дня, температура может превышать 40 °C, а к ночи снижается до 24 °C. В течение зимы дневная температура колеблется около 25 °C, средняя ночная температура около 10 °C. Самая низкая температура, зафиксированная в городе, равнялась −2,9 °C.
| Показатель                                                              | Янв.  | Фев. | Март | Апр. | Май  | Июнь | Июль | Авг. | Сен. | Окт. | Нояб. | Дек. | Год   |
| ----------------------------------------------------------------------- | ----- | ---- | ---- | ---- | ---- | ---- | ---- | ---- | ---- | ---- | ----- | ---- | ----- |
| Средний суточный максимум, °C                                           | 36,3  | 35,3 | 34,3 | 31,9 | 27,9 | 24,8 | 24,7 | 27,2 | 31,2 | 34,6 | 36,4  | 37,1 | 31,8  |
| Средний суточный минимум, °C                                            | 23,8  | 23,4 | 21,8 | 18,5 | 13,9 | 10,1 | 8,6  | 10,3 | 14,3 | 18,6 | 21,4  | 23,1 | 17,3  |
| Норма осадков, мм                                                       | 118,8 | 99,4 | 62,6 | 15,9 | 12,6 | 6,3  | 6,1  | 4,0  | 6,7  | 19,7 | 35,2  | 70,0 | 459,6 |
| Источник: http://www.bom.gov.au/climate/averages/tables/cw_029127.shtml |       |      |      |      |      |      |      |      |      |      |       |      |       |

## История
До прихода европейцев в районе Маунт-Айза традиционно проживали австралийские аборигены племен калкадун (англ. Kalkadoon). Они изготавливали орудия труда и оружие высокого качества. Некоторые изготовленные ими предметы, такие как каменные ножи, бумеранги, наконечники для копий и щиты, были найдены в отдаленных районах Южной Австралии, что указывает на исключительную ценность данных предметов.
В 1923 году Джон Кемпбелл в поисках золота исследовал северные территории Австралии. Во время своей остановки на реке Лейхгардт он изучил образцы расположенных рядом скальных пород. Образцы содержали большое количество различных минералов.
Вот так, совершенно случайно, Джон Кемпбелл натолкнулся на одно из богатейших в мире месторождений медных, серебряных, свинцовых и цинковых руд. Кемпбелл решил назвать это место «Гора Айза». Название всплыло в его памяти вслед за рассказами о богатой золотом горе Айза в Западной Австралии.
Первоначальное освоение района сопровождалось большими трудностями. Огромные расстояния отделяли Маунт-Айзу от крупных городов восточного побережья Австралии. Также сюда можно добавить полупустынную местность, отсутствие воды и строительных материалов и очень жаркий климат. Преодолев все трудности развития, Маунт-Айза официально получил статус города в 1968 году, когда его население достигло 18 тысяч человек.
Местные жители для краткости называют свой город «Айза» (англ. The Isa). В настоящее время Маунт-Айза является административным, коммерческим и промышленным центром всего огромного северо-западного района Квинсленда. Здесь расположен один из самых эффективных в мире промышленных комплексов по добыче и производству меди, серебра, свинца и цинка. Вторым по значимости бизнесом района является разведение крупного рогатого скота.

## Современный Маунт-Айза

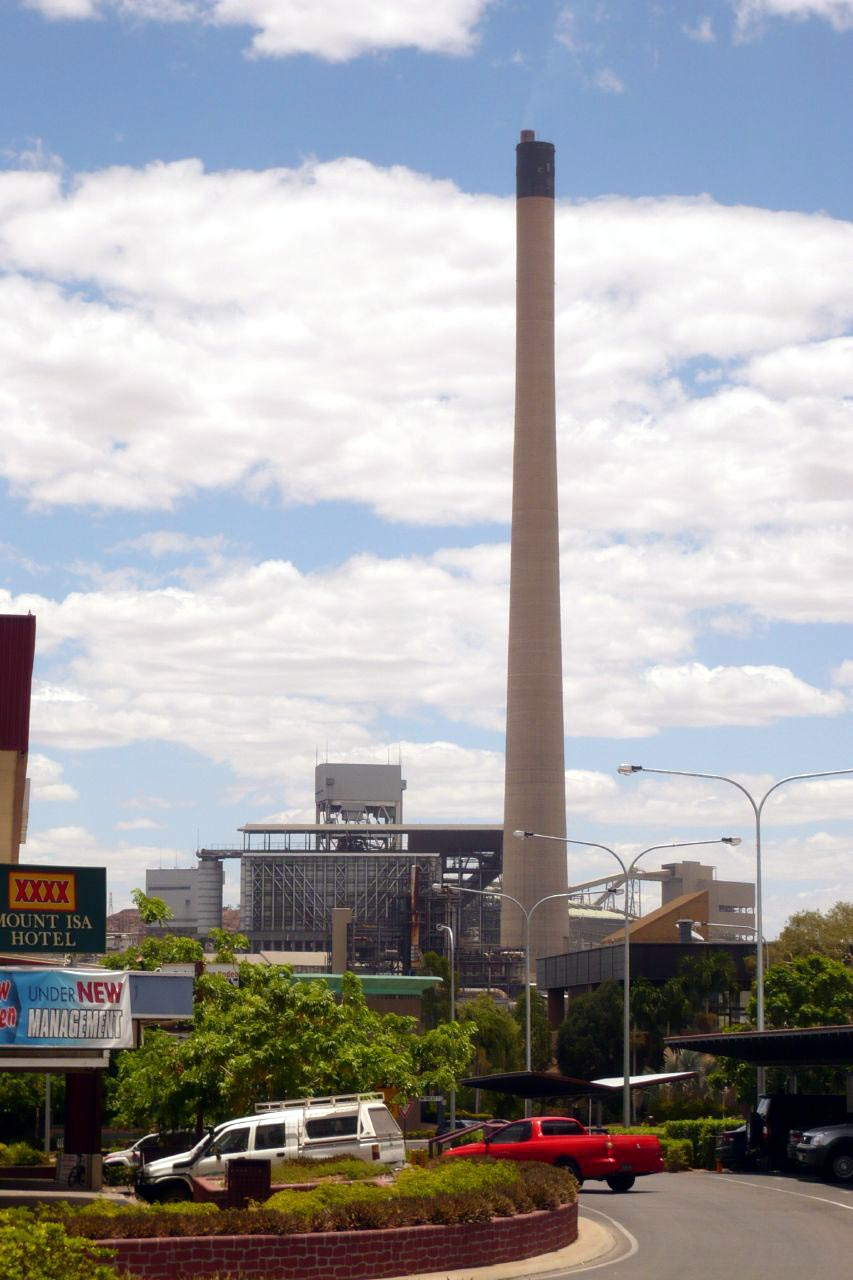
Mount Isa Mines

### Mount Isa Mines
В 1923 году Джон Кемпбелл обнаружил в районе Маунт-Айза месторождение цинковых, свинцовых и серебряных руд. Для разработки этих месторождений в 1924 году была основана компания Mount Isa Mines (Рудники Горы Айза). Полномасштабное производство этих металлов было начато в 1931 году. Медные руды были впервые обнаружены в 1927 году. В самом начале производство меди не было постоянным, оно велось во время Второй мировой войны, но после было остановлено. Параллельное цинк-свинцово-серебряное и медное производство началось только в 1953 году.
Сегодня компания Mount Isa Mines является частью транснациональной горнорудной компании Xstrata. Mount Isa Mines по-прежнему является одним из крупнейших производителей медной руды в Австралии. В городе расположен крупнейший в Австралии горно-обогатительный комбинат (горное предприятие, осуществляющее добычу и обогащение руд) и крупнейший металлургический завод по выплавке цветных металлов. Возвышающаяся на 270 метров заводская труба является самой заметной деталью всего города. Медь и свинец, полученные на заводе в виде анодов и цинковых концентратов, перевозят по железной дороге в порт Таунсвилла. Свинцовые слитки далее отправляются в Англию, на перерабатывающий завод, для дальнейшего получения серебра.
На «медное» отделение компании Xstrata работает 4,5 тысячи человек, на «цинк-свинцово-серебряное» — 1 160 человек. Компания является градообразующим предприятием Маунт-Айзы и вкладывает много средств в развитие инфраструктуры всего района. Несмотря на это экологическая обстановка в районе оставляет желать лучшего. В отчете здравоохранения правительства Квинсленда за 2008 год содержится информация о том, что у 10 % детей района наблюдается повышенное содержание свинца в организме. Компания Xstrata считает, что данный факт не связан с её деятельностью, а является результатом высокого уровня содержания свинца в почве района.

### Айза-Родео

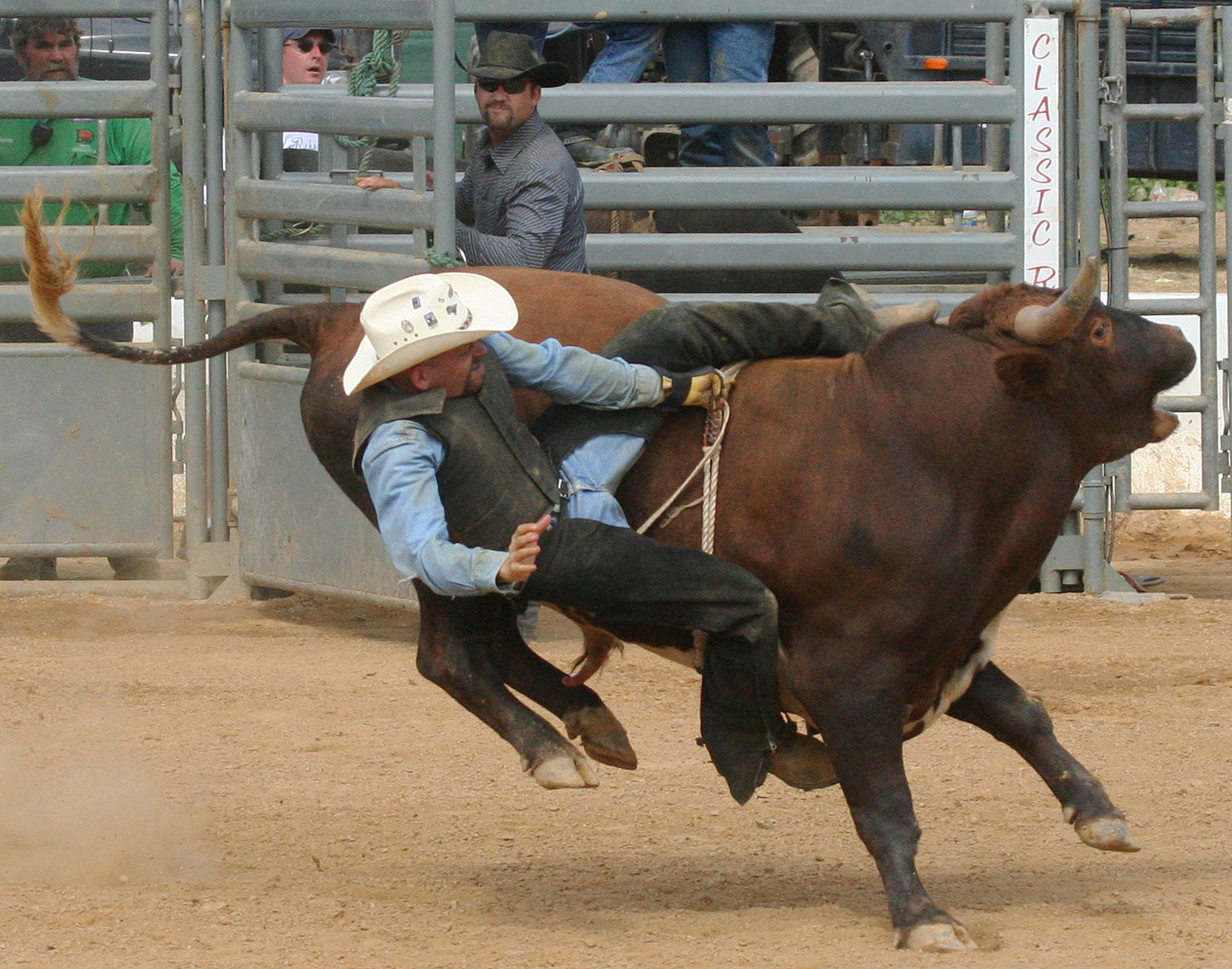
Родео на быке

Идея проведения в «Айзе» родео зародилась в умах молодых и амбициозных членов местного Ротари клуба. Они захотели привлечь внимание к своему малоизвестному городу. В 1959 году, на момент проведения первого соревнования, они не имели ни опыта, ни финансирования. Первый призовой фонд составлял всего 500 фунтов стерлингов. В то время никто не представлял себе будущую масштабность данного проекта.
Сегодня Ротари клуб продолжает организовывать Айза-Родео — крупнейшее родео в Австралии. Айза-Родео приобрело статус престижного соревнования не только на родине, но и за рубежом. Сюда съезжаются лучшие местные и зарубежные спортсмены, а призовой фонд соревнования превышает $200 000.
В 2007 году Айза-Родео переехал в центр города на новый комплекс Ба́ченен-Парк (англ. Buchanan Park). Комплекс имеет прямоугольную арену на американский манер и крытые трибуны на 5500 человек. Соревнования длятся две недели. В это время проводится большое число дополнительных мероприятий, включая конные гонки, гонки на верблюдах, различные концерты и выставки. В целом всё мероприятие превращается в большой праздник.

## Инфраструктура

### Вода

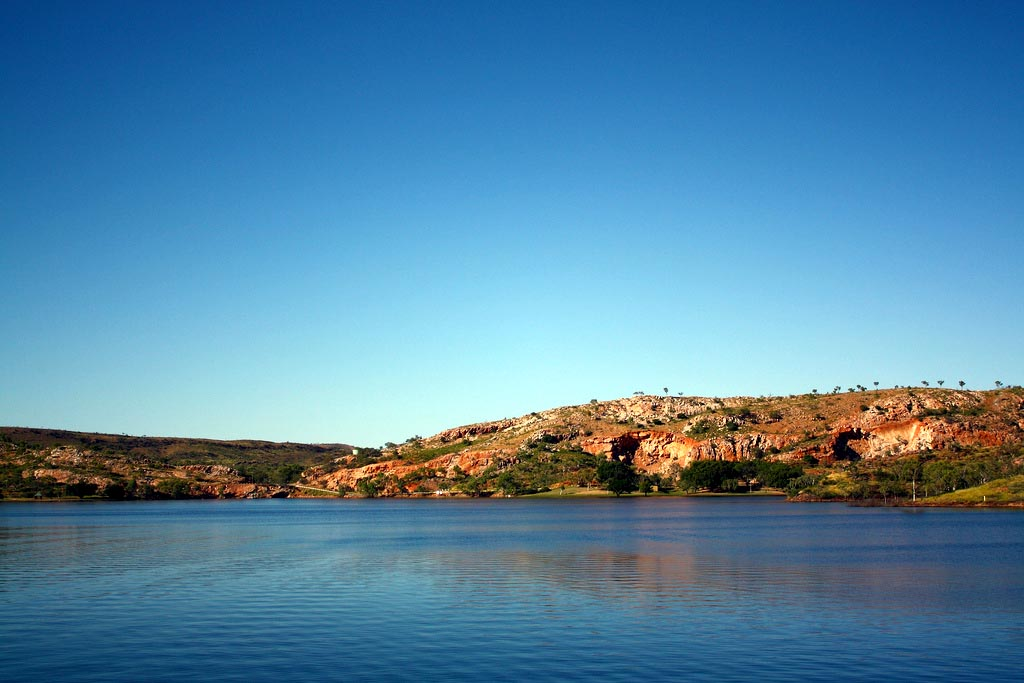
Озеро Мундера, Маунт-Айза

Основным условием жизни в полупустынных районах является наличие воды, а для большого города и его промышленных предприятий необходимо много воды. Главная река района — Лейхгардт берёт начало южнее Маунт-Айза и течёт на север, впадая в залив Карпентария. Основными притоками, питающими реку Лейхгардт, являются реки Александра (англ. Alexandra River), Фиери-Крик (англ. Fiery Creek), Ганпауде-Крик (англ. Gunpowder Creek), Мистэйк-Крик (англ. Mistake Creek) и Райфл-Крик (англ. Rifle Creek). Из названия рек сразу понятно, что все они являются пересыхающими реками (Крик — периодически пересыхающие реки) и, соответственно, не могут служить источником воды круглый год.
На реке Лейхгардт и её притоках с помощью строительства дамб было создано несколько искусственных водохранилищ. Двумя основными водохранилищами района являются озеро Мундера (78,2 миллионов м³ воды) и озеро Джулиус (127 миллионов м³ воды). Из более мелких водохранилищ можно отметить Восточную плотину Лейхгардт (англ. East Leichhardt Dam) — 12,2 миллионов м³ воды и плотину Райфл-Крик (англ. Rifle Creek Dam) — 9,5 миллионов м³ воды.
Озеро Мундера (англ. Lake Moondarra) расположено в 15 км севернее города Маунт-Айза. Строительство плотины было начато в 1956 году и завершено 6 ноября 1958 года, стоимость проекта составила 1,7 миллионов фунтов стерлингов. После специального конкурса было утверждено название «Мундера», переводящееся с языка местных аборигенов, как «много дождя и грома». Для создания искусственных пляжей на озеро были привезены тонны песка. Были созданы зоны отдыха со всеми удобствами, включая душевые кабинки и туалеты, построены кафе и стоянки для автомобилей. В настоящее время озеро является одним из излюбленных мест для любителей водных видов спорта, рыбалки, пляжного отдыха и пикников на природе.
В 1976 году, с помощью строительства плотины, было создано озеро Джулиус (англ. Lake Julius) — самое большое водохранилище района. Озеро расположено в 70 км на север от города Маунт-Айза. При средней глубине 8,9 метра оно вмещает 127 миллионов м³ воды. Основное назначение водохранилища — снабжение всего района Маунт-Айза пресной водой.

### Транспорт

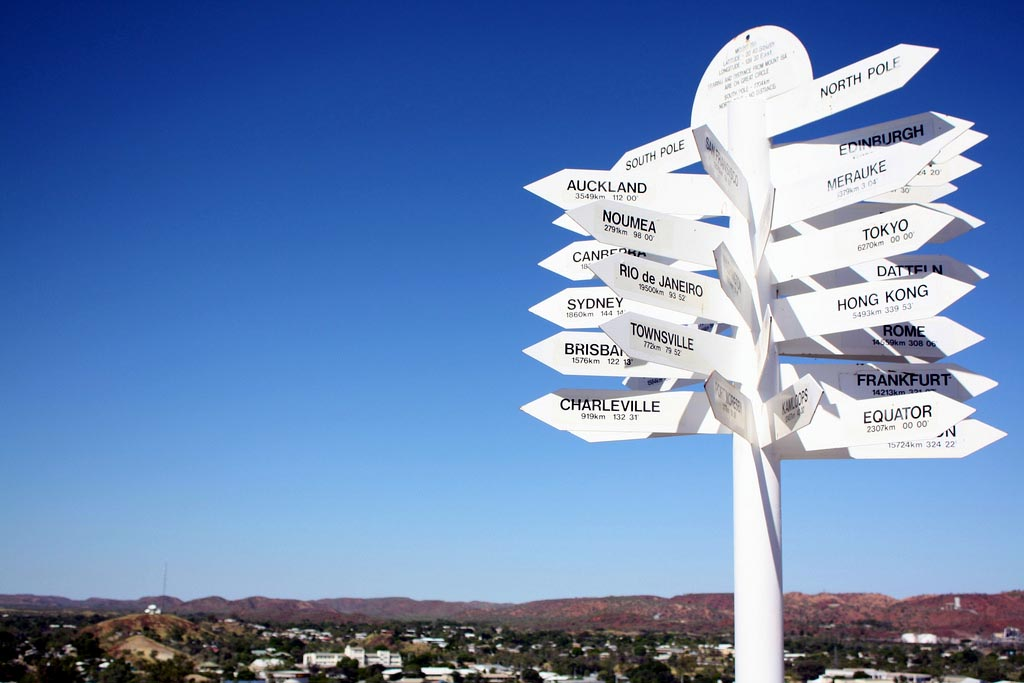
Знак — указатель направлений, Маунт-Айза

Для жителей города Маунт-Айза автотранспорт является основным видом транспорта. Через город проходит автомагистраль «Беркли» (англ. Barkly Highway), связывающая прибрежные города восточного Квинсленда с городами соседнего штата Северная территория. От Маунт-Айзы до Таунсвилла, по автомагистрали Беркли, 883 километра пути на восток, до Дарвина (столицы штата Северная территория) — 1578 километров на северо-запад.
В городе можно воспользоваться услугами междугороднего автобусного сообщения (англ. en:Intercity bus service). Есть автобусные рейсы до Брисбена и Таунсвилла. Также есть рейсы на запад до Алис-Спрингс и Дарвина. Общественный транспорт города включает автобусное сообщение между всеми основными районами города, также можно пользоваться услугами такси.

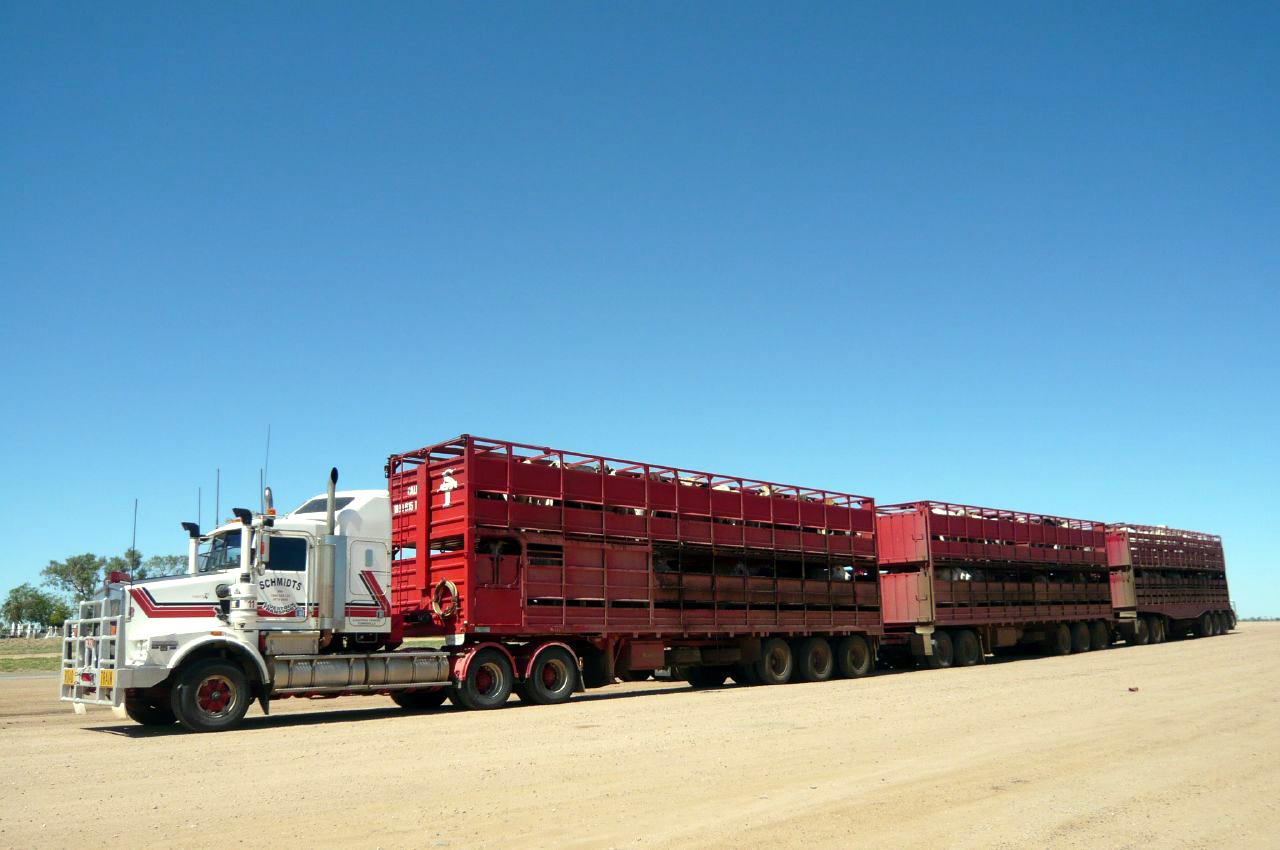
Автопоезд на дороге Маунт-Айзы

Для перевозки большого количества грузов в Австралии часто используют так называемые «автопоезда» (англ. Road train). Обычно это очень мощный автомобиль-тягач и несколько прицепов (минимум три). Согласно австралийским правилам дорожного движения к эксплуатациям на дорогах общего пользования допущены одни из самых длинных автопоездов в мире.
Маунт-Айзу и Таунсвилл также связывает и железная дорога. Два раза в неделю по ней ходит пассажирский поезд. Основное назначение железной дороги — перевозка производимой в городе продукции к заводам Таунсвилла и к его порту, для дальнейшей отправки на экспорт.
На северной окраине города расположен небольшой аэропорт местного значения — Аэропорт Маунт-Айза (англ. Mount Isa Airport). Ближайший крупный международный аэропорт — Аэропорт Брисбен. Основные направления аэропорта Маунт-Айза — рейсы до Брисбена, время полета составляет 2 часа.

### Энергетика
На южной окраине города расположена электростанция Майке-Крик (англ. Mica Creek). В 2000 году было завершено переоборудование станции и теперь она взамен угля использует более «чистое» топливо — природный газ. Электростанция оснащена восемью газовыми турбинами и двумя паровыми турбинами, электрическая мощность — 325 МВт. Основное назначение станции — снабжение энергией промышленных предприятий города.